# Karl Lohmann (Biochemiker)

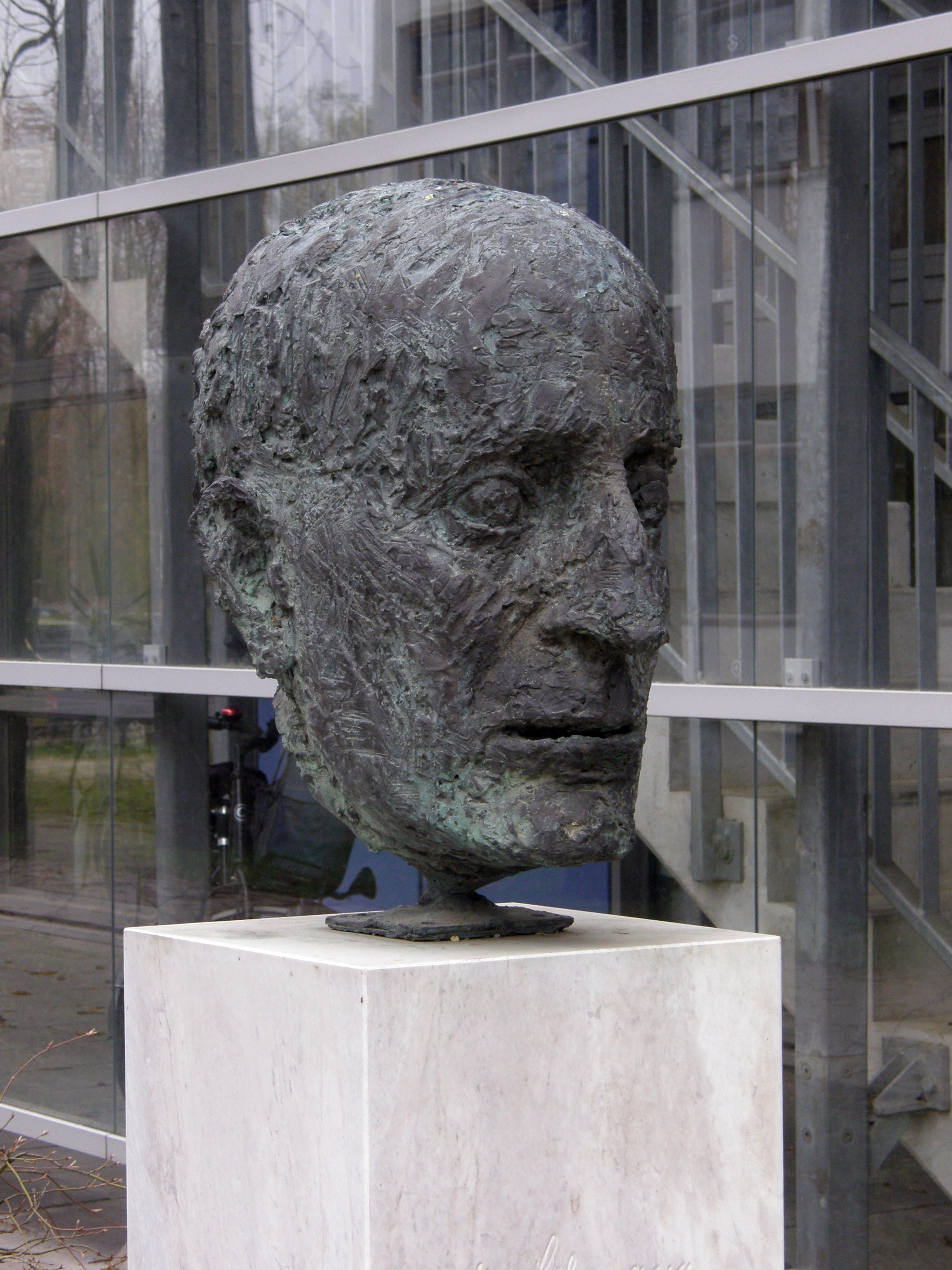
Büste Lohmanns auf dem Biomedizinischen Campus Berlin-Buch

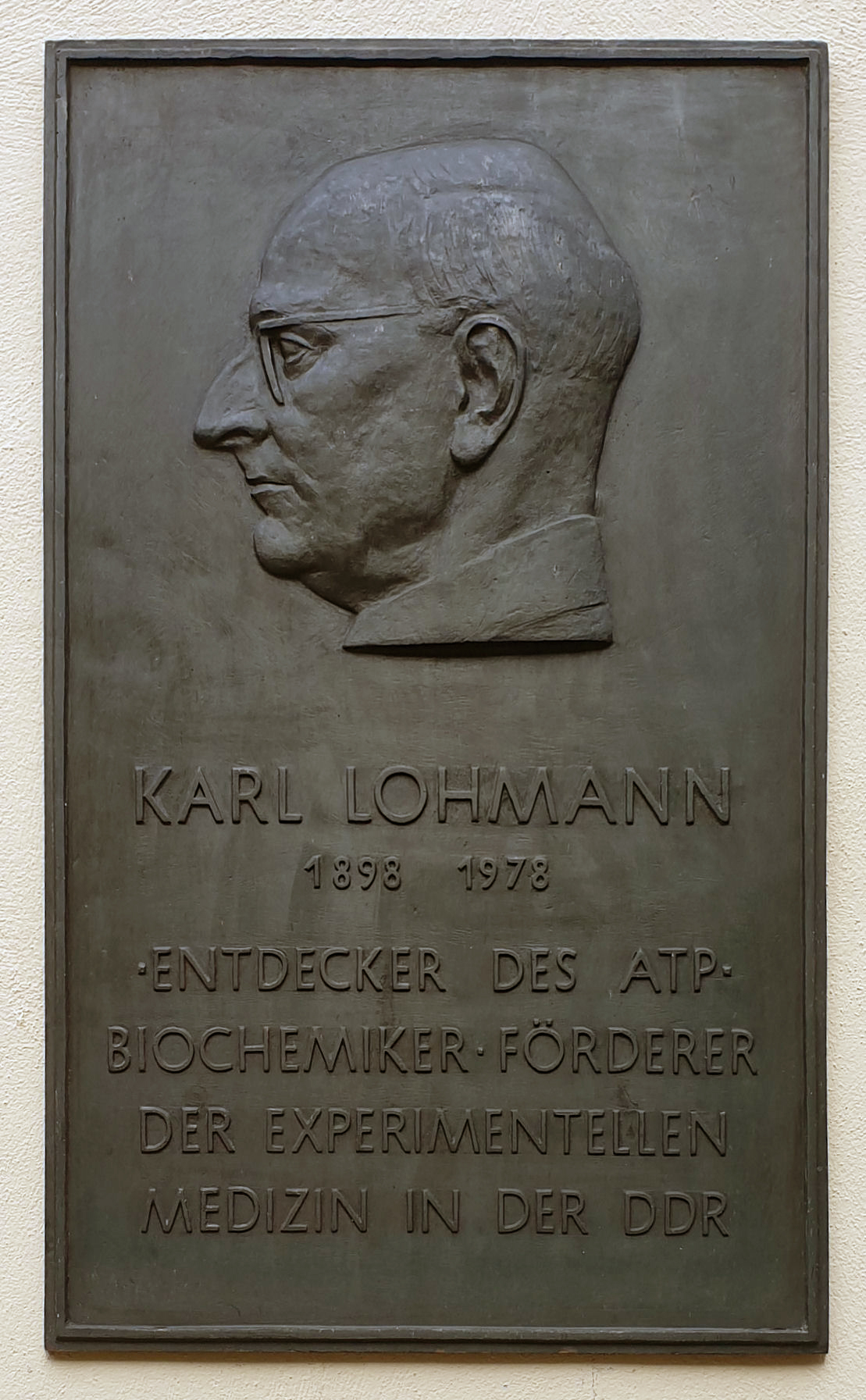
Gedenktafel in Berlin-Mitte

Hans Karl Heinrich Adolf Lohmann (* 10. April 1898 in Bielefeld; † 22. April 1978 in Ost-Berlin) war ein deutscher Biochemiker. Er fungierte von 1937 bis 1951 als Ordinarius für physiologische Chemie an der Humboldt-Universität zu Berlin. Von 1952 bis zu seiner Emeritierung 1964 war er Bereichsleiter am Institut für Medizin und Biologie in Berlin-Buch und   Direktor des daraus hervorgegangenen Akademie-Instituts für Biochemie. Von 1957 bis 1964 war er Präsident des Instituts für Ernährungsforschung der Deutschen Akademie der Wissenschaften zu Berlin in Potsdam-Rehbrücke. Als seine wichtigste wissenschaftliche Leistung gilt die Entdeckung des Adenosintriphosphats (ATP) im Jahr 1929.

## Leben

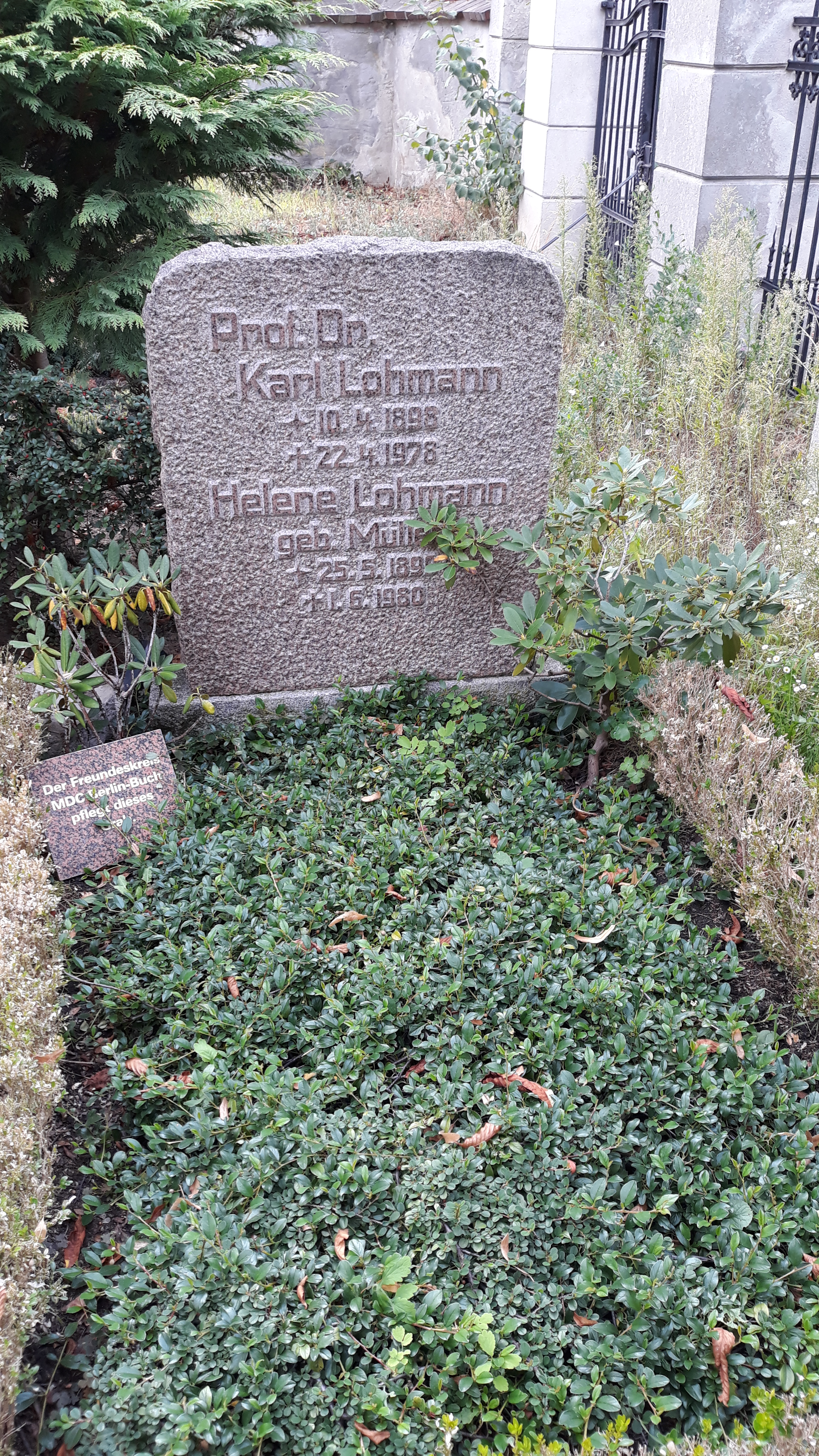
Das Grab von Karl Lohmann und seiner Ehefrau Helene geborene Müller auf dem Evangelischen Friedhof Buch in Berlin.

Karl Lohmann kam als fünftes Kind einer westfälischen Landwirtsfamilie zur Welt. Er nahm ein Studium der Chemie an der Universität Münster auf und schloss dieses 1924 an der Georg-August-Universität Göttingen mit der  Promotion ab. Während seines Studiums wurde er Mitglied der Burschenschaft Alemannia Münster. An der Ruprecht-Karls-Universität Heidelberg absolvierte er außerdem ab 1931 ein Medizinstudium, das er 1935 mit der medizinischen Promotion beendete. Von 1924 bis 1937 war er als wissenschaftlicher Mitarbeiter von Nobelpreisträger Otto Meyerhof an den Kaiser-Wilhelm-Instituten für Biologie und medizinische Forschung in Berlin und Heidelberg tätig. Anschließend fungierte er von 1937 bis 1951 als ordentlicher Professor für Physiologische Chemie und Direktor des Physiologisch-Chemischen Instituts an der Humboldt-Universität zu Berlin. Karl Lohmann war während der Zeit des Nationalsozialismus kein Mitglied der NSDAP, der SA oder der SS. Vorwürfe zu Verstrickungen mit dem NS-Regime sind, wie Quellenstudien ergaben, nicht belegbar. In seinen Personalakten wurde seine humanistische Gesinnung und der von ihm gewahrte Abstand zum nationalsozialistischen Regime betont.
In der Nachkriegszeit in Deutschland war Karl Lohmann von 1945/46 kommissarischer Dekan der Medizinischen Fakultät der Humboldt-Universität zu Berlin. In dieser Funktion trug er wesentlich zur Wiedereröffnung der Universität im Januar 1946 bei. Im Jahr 1947 war er gemeinsam mit Otto Warburg und anderen namhaften deutschen Wissenschaftlern Mitglied des Kuratoriums zur Gründung des Instituts für Medizin und Biologie der Deutschen Akademie der Wissenschaften zu Berlin in Berlin-Buch. Von 1951 bis 1961 fungierte Karl Lohmann als Leiter des Bereichs Biochemie am Akademie-Institut für Medizin und Biologie beziehungsweise von 1961 bis 1964 als Direktor des daraus hervorgegangenen Instituts für Biochemie, sowie von 1957 bis 1964 als Präsident des Instituts für Ernährung in Potsdam-Rehbrücke. Im Jahr 1964 wurde er emeritiert. 
Karl Lohmann war verheiratet mit Helene Müller (1899–1980), der Tochter eines Lüneburger Sanitätsrates, und Vater von zwei Töchtern. Er starb 1978 in Ost-Berlin.

## Wissenschaftliches Wirken
Karl Lohmann entdeckte 1929 das Adenosintriphosphat (ATP) und entwickelte Methoden zur Isolierung von ATP und zur Bestimmung des ATP-Gehalts von biologischen Geweben. Nach ihm benannt ist die „Lohmann-Reaktion“, die reversible Phosphatübertragung von Kreatinphosphat auf Adenosindiphosphat (ADP) durch die Creatin-Kinase unter Bildung von ATP. Dabei handelte es sich um die erstmalige Beschreibung einer gruppenübertragenden Enzymreaktion im Stoffwechsel.
Karl Lohmann beschrieb außerdem, teilweise gemeinsam mit Otto Meyerhof, zahlreiche Zwischenprodukte und Enzyme der Glykolysekette: Fructose-6-phosphat, Dihydroxyacetonphosphat, Glycerinaldehyd-3-phosphat und Phosphoenolbrenztraubensäure sowie Glucose-6-phosphat-Isomerase, Aldolase, Triosephosphat-Isomerase  und Enolase. Gemeinsam mit Philipp Schuster gelang ihm 1937 die Aufklärung der Struktur der Cocarboxylase, die sie als Pyrophosphatabkömmling des Vitamin B1 identifizierten. Spätere Forschungsarbeiten von Karl Lohmann und seinen Mitarbeitern befassten sich mit anorganischen Polyphosphaten in niederen Lebewesen und dem Stoffwechsel von Krebszellen sowie den Wirkungen von Tumorinduktoren und -inhibitoren.

## Ehrungen
Karl Lohmann wurde 1938 auf Initiative von Otto Meyerhof zum auswärtigen wissenschaftlichen Mitglied des Heidelberger Kaiser-Wilhelm-Instituts für medizinische Forschung ernannt, was er bis 1948 war. 1949 wurde er ordentliches Mitglied der Deutschen Akademie der Wissenschaften zu Berlin, der späteren Akademie der Wissenschaften der DDR, und 1955 der Deutschen Akademie der Naturforscher Leopoldina. Die Humboldt-Universität verlieh ihm zweimal einen Ehrendoktortitel (1960 Dr. agr. h.c., 1966 Dr. med. h.c.).
Im Jahr 1951 erhielt er den Nationalpreis der DDR und 1958 zu seinem 60. Geburtstag den Vaterländischen Verdienstorden in Silber. 1978 wurde er mit dem Vaterländischen Verdienstorden in Gold geehrt. Er erhielt 1939 den Adolf-Fick-Preis und wurde für sein Lebenswerk 1967 mit der Cothenius-Medaille der Leopoldina sowie 1978 mit der Helmholtz-Medaille der Akademie der Wissenschaften der DDR geehrt.

## Lohmann-Medaille
Die Lohmann-Medaille ist eine Auszeichnung für Mediziner, die der Koordinierungsrat der Medizinisch-Wissenschaftlichen Gesellschaften der DDR verlieh. Anne Lise Schubel erhielt sie zum 80. Geburtstag.

## Karl-Lohmann-Preis
Der Karl-Lohmann-Preis ist ein Preis der Gesellschaft für Biochemie und Molekularbiologie e. V. für besonders wichtige Arbeiten im Rahmen einer Promotion auf dem Gebiet der Biochemie. Er wird alle zwei Jahre an herausragende Nachwuchswissenschaftler (unter 35 Jahre) verliehen. Die Biochemische Gesellschaft der DDR, als deren Vorsitzender er 1962–1965 wirkte, stiftete ihm zu Ehren diesen Preis und seit der deutschen Wiedervereinigung wird er von der Gesellschaft für Biochemie und Molekularbiologie weitergeführt.